# Rainz
Rainz (кор. 레인즈) — південнокорейський бой-бенд, що складається з семи учасників, які раніше брали участь у реаліті-шоу Mnet Produce 101 Season 2. Вони дебютували 12 жовтня 2017 року з мініальбомом Sunshine. Гурт офіційно було розформовано після завершення останньої групової діяльності в Японії 28 жовтня 2018 року. Всі учасники повернулися до своїх відповідних агентств.

## Учасники
- Кім Сон Рі (김성리)
- Чу Вон Так (주원탁)
- Лі Кі Вон (이기원)
- Чан Де Хьон (장대현)
- Хонг Ин Ґі (홍은기)
- Бьон Хьон Мін (변현민)
- Со Сон Хьок (서성혁)

## Діскографія

### Мініальбоми
| Назва        | Деталі альбому | Пікові позиції у чартах | Продажі                                    |
| Назва        | Деталі альбому | KOR                     | Продажі                                    |
| ------------ | --- | ----------------------- | ------------------------------------------ |
| Sunshine     | - Реліз: 12 жовтня 2017 - Лейбл: Kiss Entertainment, Genie Music - Формат: CD, цифрове завантаження, стриминг Трек-лист 1. «Juliette» 2. «All Night Kinda Night» 3. «Dilemma» 4. «Rainy Day» (кор. 톡톡)      | 9                       | - Південна Корея: 28,657+ - Японія: 2,353+ |
| Shake You Up | - Реліз: 23 січня 2018 - Лейбл: Kiss Entertainment, Genie Music - Формат: CD, цифрове завантаження, стриминг Трек-лист 1. «Turn It Up» 2. «Music Up» 3. «Open Ur Heart» 4. «Somebody» 5. «Turn It Up» (inst.) | 5                       | - Південна Корея: 17,665 - Японія: 4,454   |

### Сингли
| Назва                                                                            | Рік       | Пікові позиції у чартах | Пікові позиції у чартах | Пікові позиції у чартах | Продажі          | Альбом            |
| Назва                                                                            | Рік       | KOR                     | JPN                     | JPN Hot                 | Продажі          | Альбом            |
| Корейські                                                                        | Корейські | Корейські               | Корейські               | Корейські               | Корейські        | Корейські         |
| -------------------------------------------------------------------------------- | --------- | ----------------------- | ----------------------- | ----------------------- | ---------------- | ----------------- |
| «Juliette»                                                                       | 2017      | —                       | —                       | —                       | Н/Д              | Sunshine          |
| «Music Up»                                                                       | 2018      | —                       | —                       | —                       | Н/Д              | Shake You Up      |
| «Turn It Up»                                                                     | 2018      | —                       | —                       | —                       | Н/Д              | Shake You Up      |
| Японські                                                                         |           |                         |                         |                         |                  |                   |
| «Good» (яп. 好きなんて)                                                          | 2018      | —                       | 9                       | 16                      | - Японія: 16,141 | Сингл без альбому |
| «Rainbow» (虹)                                                                   | 2018      | —                       | 3                       | 8                       | - Японія: 27,046 | Сингл без альбому |
| «—» релізи, що не потрапили у чарти або не були випущені у відповідних регіонах. |           |                         |                         |                         |                  |                   |

1. ↑  Для корейських синглів зараховані цифрові завантаження, для японських зараховані продажі фізичних копій, якщо не зазначено інше.

### Саундтреки
| Рік  | Назва                  | Серіал            |
| ---- | ---------------------- | ----------------- |
| 2017 | «Let It Go, Let It Be» | Hospital Ship OST |